# Maussane-les-Alpilles
Maussane-les-Alpilles je francouzská obec v departementu Bouches-du-Rhône, v regionu Provence-Alpes-Côte d'Azur. Žije zde asi 2 000 obyvatel.
Maussane-les-Alpilles je položeno mezi pohořím Alpilles a rovinami Crau a Camargue. Je osídleno nepřetržitě od antiky. Je vyhlášené pěstováním oliv a výrobou olivového oleje, který má vlastní apelaci: AOC Vallée des Baux. V okolí se pěstuje vinná réva. V osadě Les Calans, která k Maussane administrativně patří, je velký ovčín. Obec má rozvinutou infrastrukturu: 2 obchody s potravinami, obchod specializovaný na ovoce a víno, 3 pekařství, 3 kavárny, početné restaurace a hotely, na okraji města je kemp, dále je zde škola, banka, pošta a galerie. Pravidelný provensálský trh se zde koná ve čtvrtek dopoledne. Přibližně 100 dní v roce zde vane mistrál. Vzhledem ke své atraktivní poloze je obec v sezóně hojně navštěvována turisty.

## Pamětihodnosti
- Na západním okraji Maussane leží tzv. Středověké město, ulička se starými domy a s původním městským kostelem z 15. století, přestavěným na obytný dům.
- Kostel svatého Kříže vysvěcený roku 1754
- Fontána Čtyř ročních období z roku 1864
- Prádelna z doby Napoleona III.
- Zámek Querry, postavený roku 1902 obchodníkem Jacquesem Querry

## Galerie

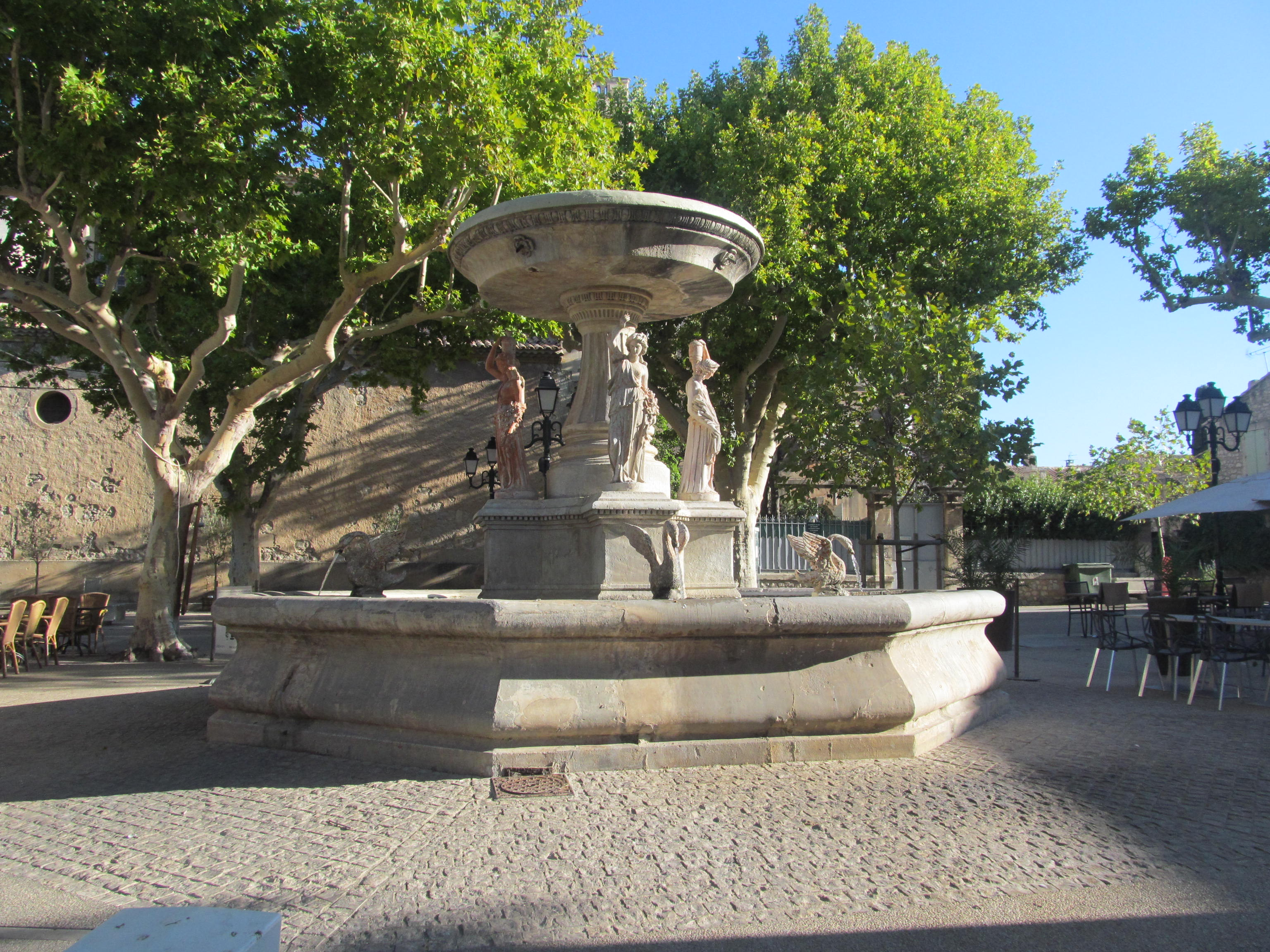
Fontána
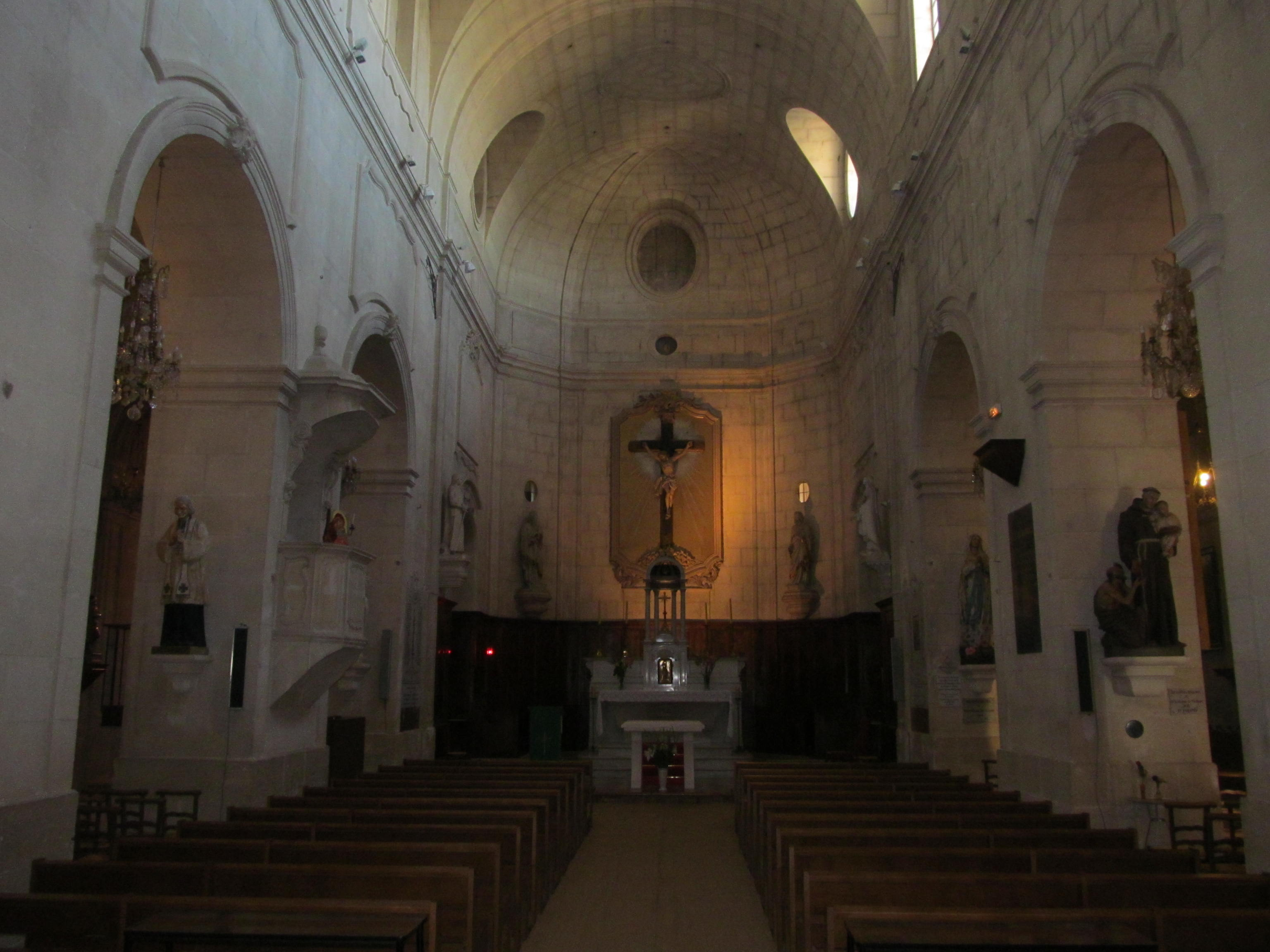
Interiér kostela sv. Kříže
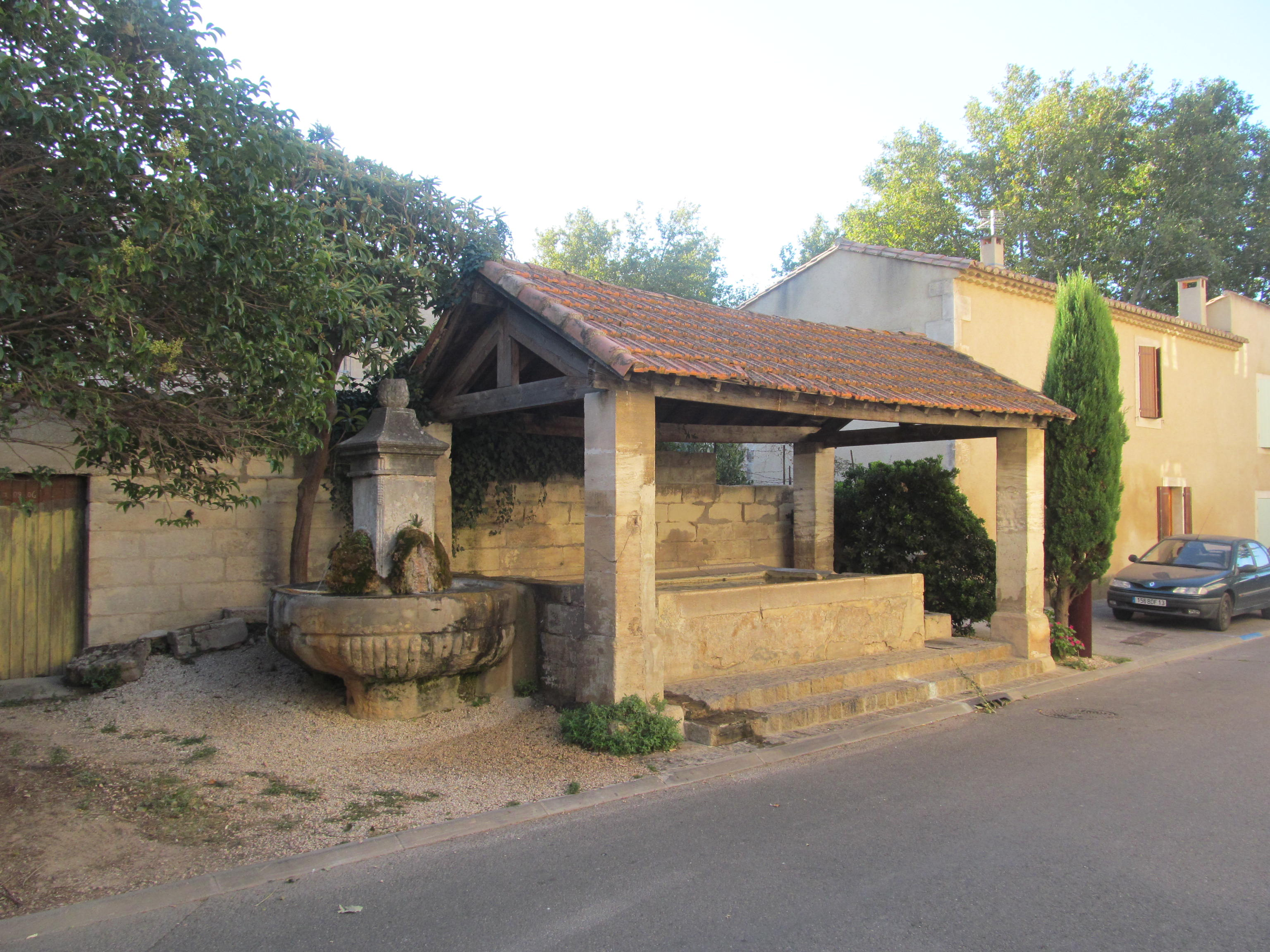
Prádelna
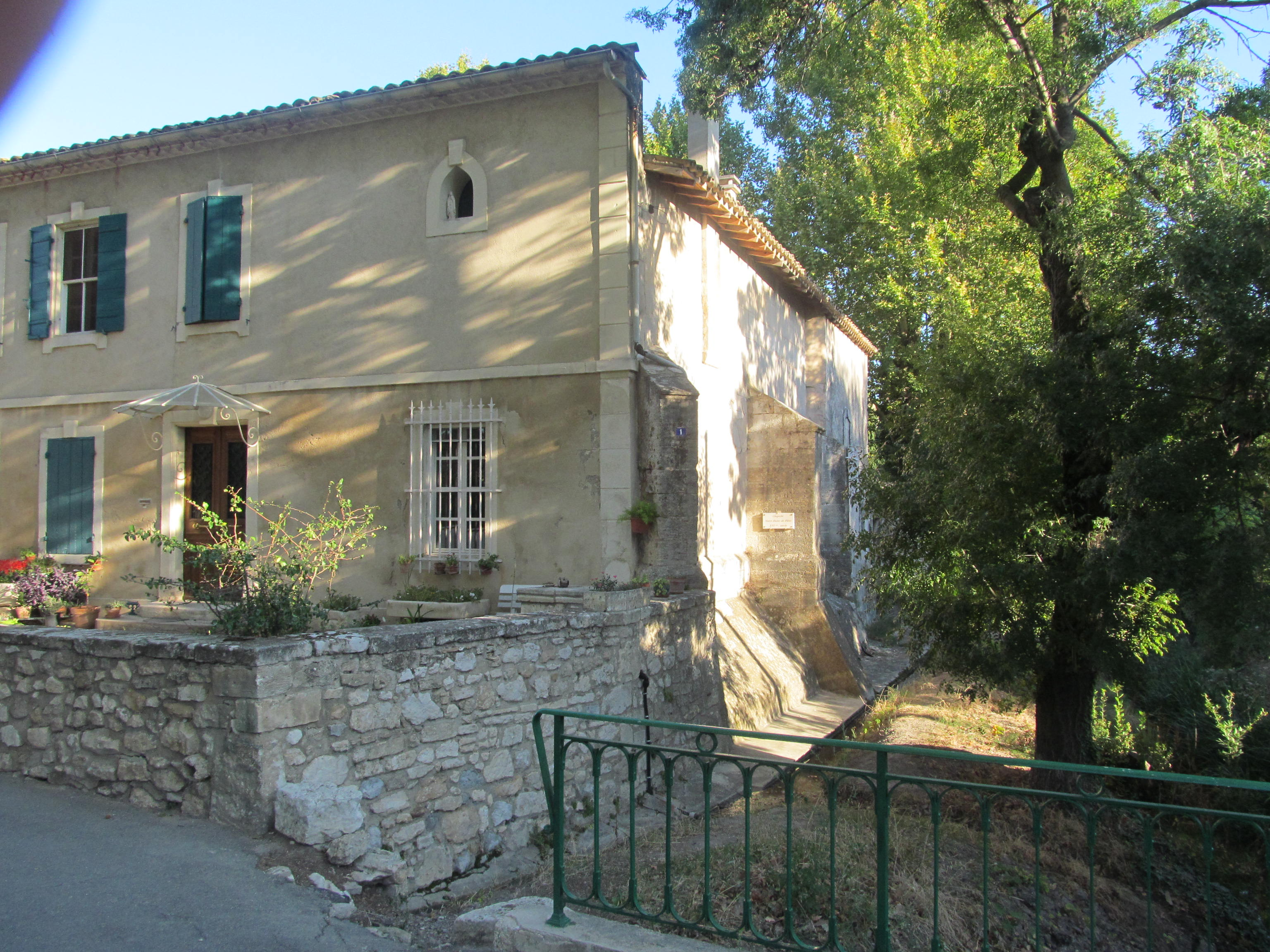
Původní kostel
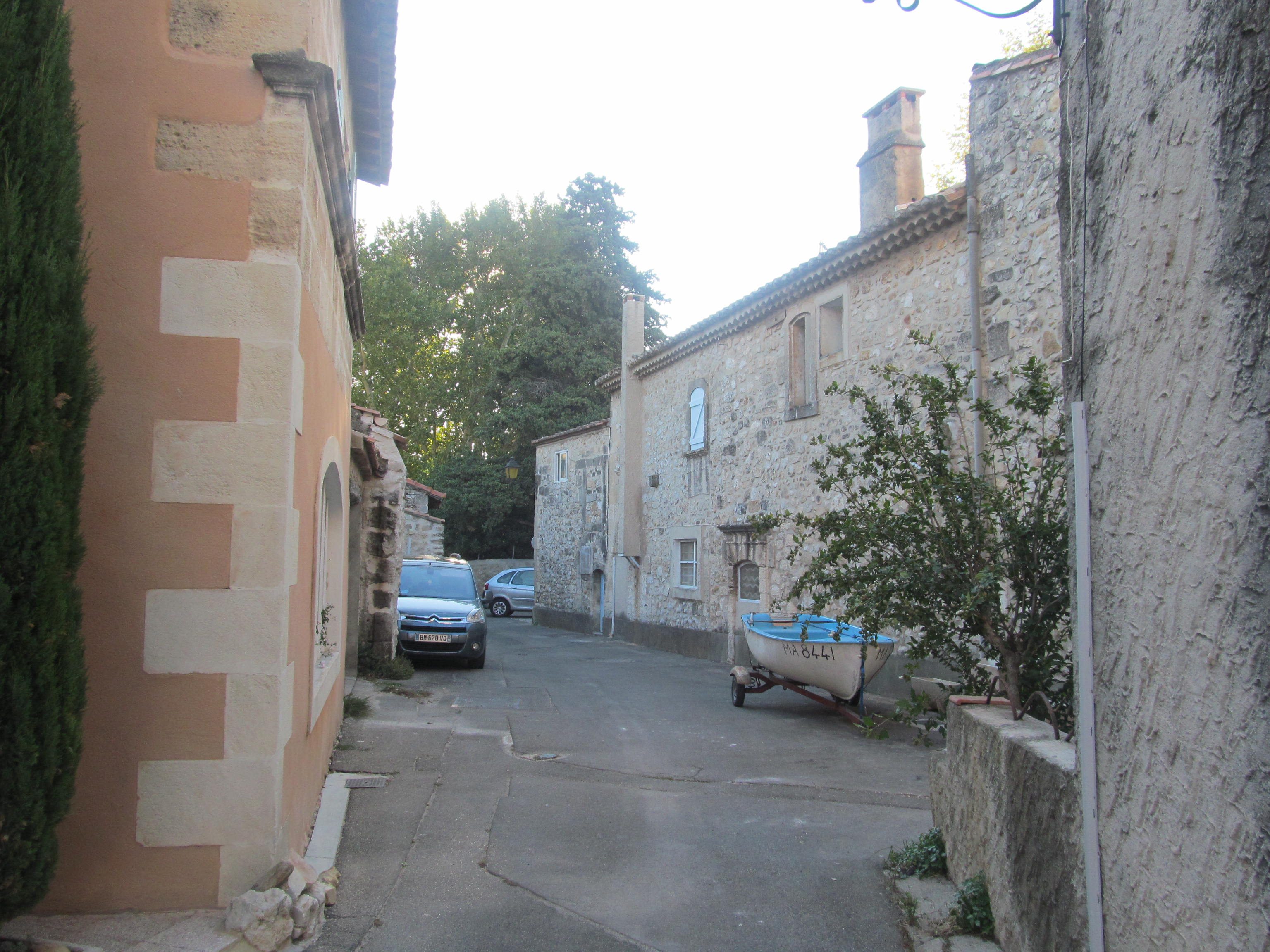
Ulička ve Středověkém městě
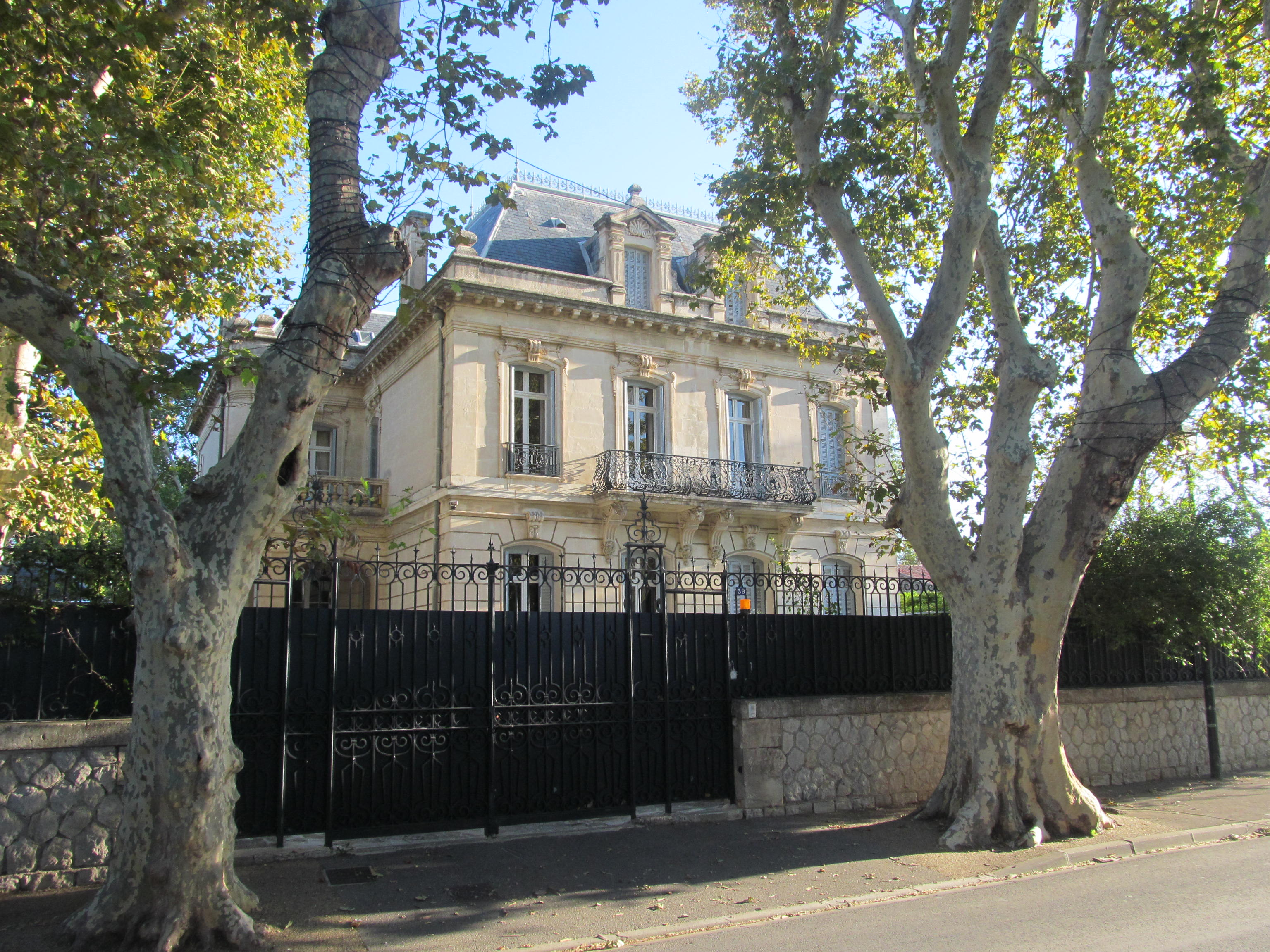
Zámek Querry